# Tensoku Rock
Der Tensoku Rock (japanisch 天測岩 Tensoku-iwa, deutsch ‚Beobachtungsfelsen‘, norwegisch Observasjonberget) ist ein markanter Felsvorsprung an der Kronprinz-Olav-Küste des ostantarktischen Königin-Maud-Lands. Er ragt auf halbem Weg zwischen der Flattunga und dem Tama-Gletscher auf.
Kartografiert und fotografiert wurde er von Teilnehmern der von 1957 bis 1962 dauernden japanischen Antarktisexpedition, die ihn auch benannten. Das US-amerikanische Advisory Committee on Antarctic Names übertrug die japanische Benennung 1968 ins Englische.